# Carl filtsch
Template:Short description
' (...) è un [[]] [[]].

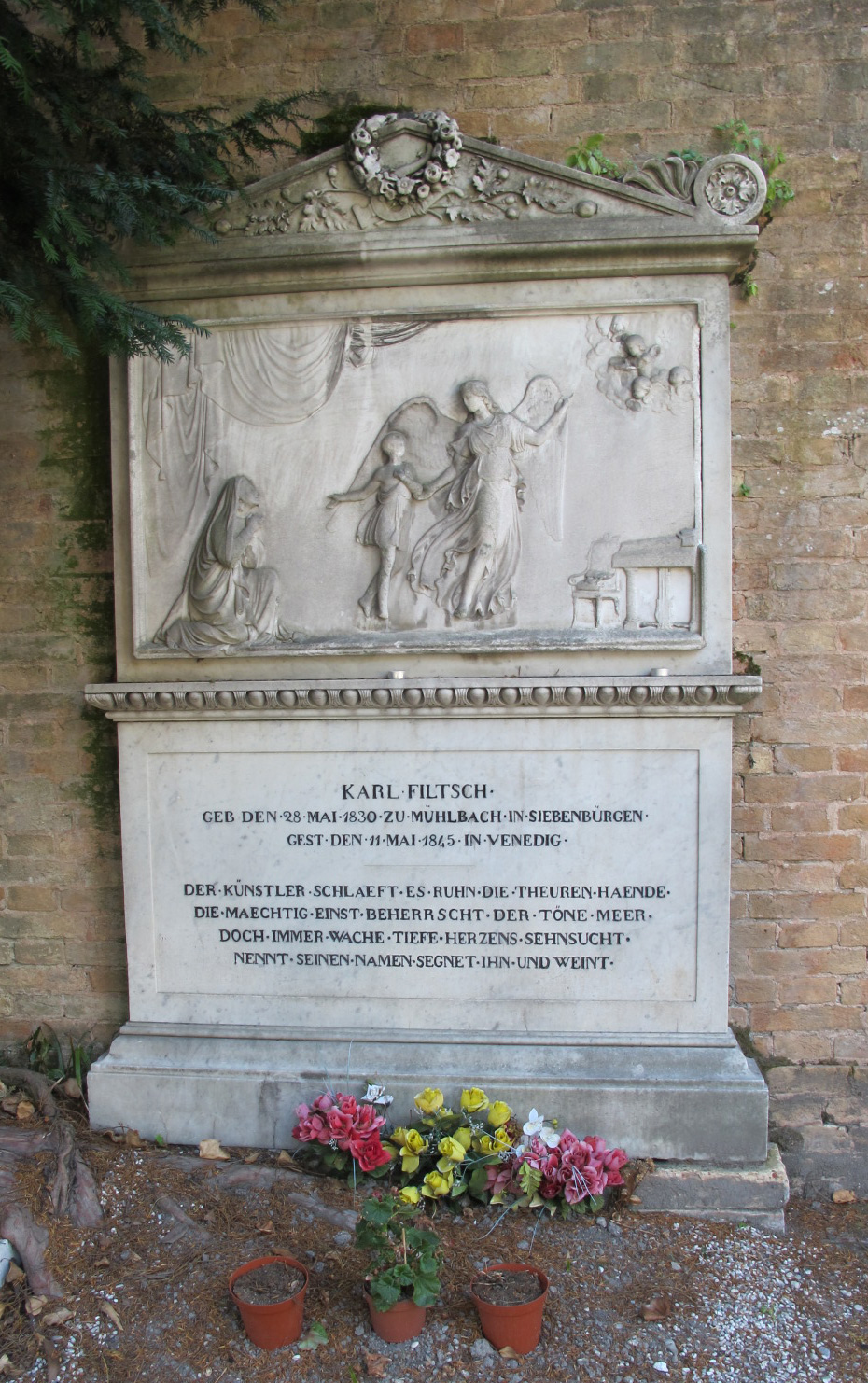
Tomba di Carl Filtsch al cimitero veneziano di San Michele

Carl Filtsch (28 maggio 1830 – 11 maggio 1845) è stato un transilvano pianista e compositore. Fu un fanciullo prodigio e allievo di Frédéric Chopin.
Vita e formazione
Filtsch nacque a Mühlbach (Sebeș), nell’attuale Romania. Suo padre, Joseph Filtsch, pastore luterano a Mühlbach, fu il suo primo insegnante di pianoforte. Il suo primo successo pubblico avvenne presso la Gesellschaft der Musikfreunde di Vienna. Carl e suo fratello Joseph, anch’egli giovane pianista, arrivarono a Parigi il 29 novembre 1841 e cercarono immediatamente Chopin per far sì che diventasse maestro di Carl. Sebbene Chopin quasi mai insegnasse ai bambini e raramente desse più di una lezione a settimana a un allievo, accettò di insegnargli e gli impartì tre lezioni settimanali.
Considerato l’allievo più talentuoso di Chopin, Filtsch ricevette grandi elogi da Franz Liszt, Friedrich Wieck, Giacomo Meyerbeer, Ignaz Moscheles, dal critico musicale Ludwig Rellstab e dal coetaneo prodigio Anton Rubinstein. A 13 anni iniziò a esibirsi in tournée in Europa. Dopo concerti trionfali a Parigi, Londra e Vienna, la sua promettente carriera fu interrotta dalla morte prematura a Venezia a causa della tubercolosi. È sepolto nella sezione protestante del cimitero di San Michele.
Qualità dell’esecuzione
Secondo numerose lettere di Chopin e dei suoi conoscenti, Chopin considerava Filtsch l’interprete più degno della sua musica. Un amico di Chopin, Ferdinand Denis, riportò in un articolo pubblicato a Vienna su Der Humorist nel febbraio 1843 che, in un’occasione, dopo aver ascoltato Filtsch, Chopin esclamò: «Mio Dio! Che bambino! Nessuno mi ha mai compreso come questo bambino... Non è imitazione, è lo stesso sentimento, un istinto che lo porta a suonare senza pensare, come se non potesse essere altrimenti. Suona quasi tutte le mie composizioni senza avermi mai sentito [eseguirle], senza che gli sia stato mostrato il minimo dettaglio – non esattamente come me [perché ha il suo marchio personale], ma certamente non meno bene».
Registrazioni
[https://web.archive.org/web/20160116050623/http://musikseminar.eu/cd-katalog.html
```
Filtsch, Talberg, Liszt, Chopin: Piano music] - 
Leonhard Westermayr
 (CD MMS 2616)
```

(2010) [http://www.naxos.com/catalogue/item.asp?item_code=8.572344
```
Mikuli, Teffelsen, Filtsch, Gutmann: Piano music] - 
Hubert Rutkowski
 (
Naxos
 8.572344)
```

(2011) [http://www.naxos.com/catalogue/item.asp?item_code=8.572460
```
Mikuli, Teffelsen, Filtsch: Violin & piano music] - 
Voytek Proniewicz
, 
Alexander Jakobidze-Gitman
 (
Naxos
 8.572460)
```

(2012) [http://www.cdaccord.com.pl/album.pl.html?acd=177
```
Tellefsen and Filtsch: Piano Concerto, Concert Piece, Overture] - 
Hubert Rutkowski
, 
Orchestra Sinfonica della Radio Polacca
, 
Lukasz Borowicz
 (
Accord
 177 2)
```

(2016) [http://www.kojimarokuon.com/disc/ALCD9161.html
```
Carl Filtsch Piano Solo Pieces] - Chiyo Hagiwara (ALCD-9161)
```

Note
1. 1 2  Szulc, Tad (1998). Chopin in Paris: the life and times of the romantic composer. p. 301. Simon and Schuster, USA. ISBN 0-306-80933-8

Collegamenti esterni
[http://www.filtsch-competition.de/rules/rules.htm
```
Concorso Pianistico Annuale Filtsch]
```

[http://www.freewebs.com/fjgajewski/
```
Konzertstück di Carl Filtsch (1830-1845)]
```

[http://imslp.org/wiki/List_of_works_by_Carl_Filtsch
```
Elenco parziale delle opere]

```